# 산마리노의 정치
산마리노의 정치(Politics of San Marino)는 단일 의회 대표 민주 공화국의 틀에서 이루어지며, 이에 따라 대위 섭정이 국가 원수이자 정부 수반이다. 해당 국가는 다당제를 갖추고 있다. 행정권은 정부가 행사한다. 입법권은 정부와 대평의회 (산마리노) 및 총회에 모두 부여된다. 사법부는 행정부와 입법부로부터 독립되어 있다.
산마리노는 원래 각 가문의 우두머리들로 구성된 아렌고(Arengo)가 이끌었다. 13세기에는 대총회와 총회에 권력이 주어졌다. 1243년에 처음으로 두 명의 섭정 대위가 의회에 의해 지명되었으며, 그 시스템은 오늘날에도 여전히 사용되고 있다.